# Lasioglossum belliatum
Lasioglossum belliatum là một loài Hymenoptera trong họ Halictidae. Loài này được Pesenko mô tả khoa học năm 1986.